# Lancaster (Kansas)
Pour les articles homonymes, voir Lancaster.
Lancaster est une ville américaine située dans le comté d'Atchison, au Kansas. Selon le recensement de 2010, sa population est de 298 habitants.